# پویا سرایی
پویا سرایی (۲۹ فروردین ۱۳۶۲) آهنگساز، نوازنده سنتور ،موسیقی‌دان، مُدرسِ دانشگاه و پژوهشگر اهل ایران است. سرایی یکی از شناخته شده‌ترین نوازندگان سنتور در ایران هست.

## زندگی‌نامه
وی در ۲۹ فروردین سال ۱۳۶۲ در تهران متولد شد. او در سن هفت سالگی زیر نظر جواد بطحایی به نواختن سنتور مشغول شد و پس از فراگیری دوره‌های ابتدایی، نزد فرامرز پایور و سپس نزد محمد اسماعیلی به فراگیری موسیقی پرداخت.
در سال ۱۳۸۸ پس از کسب رتبه اول فارغ‌التحصیلی در کارشناسی ارشد نوازندگی ایرانی در دانشگاه هنر تهران، با کسب رتبه اول مصاحبه (سهمیه آزاد)، در مقطع دکترای تخصصی PhD رشته پژوهش هنر پردیس هنرهای زیبای دانشگاه تهران مشغول به تحصیل شد. موضوع رسالهٔ دکترای وی، تحلیل بنیان‌های زیبایی شناختی موسیقی کلاسیک ایرانی است.
وی همچنین دارای مدرک رهبری از اپرا و بالهٔ ملی ارمنستان در رهبری ارکستر سمفونیک می‌باشد.
سرایی که دارای نشان درجه یک هنری در موسیقی ایرانی می‌باشد در سال ۲۰۲۳ برای ساخت یک قطعه ارکسترال برنده جایزه بین‌المللی آکادمیا نیز شد. وی همچنین عضو گروه نقد و نظریه هنر در فرهنگستان هنر می‌باشد.
همچنین وی در سومین مراسم موسیقی تندیس حافظ در اسفندماه ۱۴۰۳، برای قطعه دردانه، با صدای همایون شجریان، در سه بخش بهترین آهنگساز، بهترین تنظیم کننده و بهترین قطعه، نامزد دریافت تندیس حافظ شد و در نهایت در بخش بهترین آهنگساز تلفیقی-ایرانی، تندیس حافظ را دریافت کرد. پیش از این نیز در اولین مراسم تندیس حافظ، برای قطعه بغض با صدای سالار عقیلی تندیس حافظ بهترین آهنگساز ایرانی و تلفیقی را دریافت کرده بود.

## فعالیت‌های هنری
برخی از فعالیت‌های هنریِ پویا سرایی به شرح زیر می‌باشد:
- حضور در گروه موسیقی دستان (تور اروپایی ۲۰۱۰و کنسرت بهار ۱۳۹۰ تهران)[۱۵]
- راز و نیاز (سالار عقیلی)[۱۶]
- ارکستر ملی ایران (تالار وحدت، به رهبری بردیا کیارس)[۱۷][۱۸]
- تکنواز سنتور پروژه سیمرغ (اثر حمید متبسم- خواننده: همایون شجریان)[۱۹][۲۰] (۲۰۱۱)[۲۰] به رهبری هومن خلعتبری[۲۰]
- سرپرست و آهنگساز گروه همنوازان مهر - به خوانندگی محمد معتمدی[۲۱][۲۲]
- اولین تکنواز پروژه «تکنوازان» به همراه علی اکبر شکارچی، مجید درخشانی (کاخ نیاوران- شهریور سال ۸۵)[۲۳]
- همنوازی و تکنوازی در گروه اشتیاق، به خوانندگی علیرضا قربانی و با آهنگسازی علی قمصری[۲۴] در تور «دیدار» به آهنگسازی علی قمصری[۲۵]
- اجرای بداهه نوازی و بداهه خوانی همراه وحید تاج و احمد مستنبط - تالار وحدت[۲۶]
- تکنواز کنسرت بزرگ علیرضا قربانی با ارکستر بزرگ اشتیاق (برج میلاد و دیگر شهرستانها، خواننده :علیرضا قربانی)- دی ۹۲[۲۷]
- اجرای بداهه نوازی و بداهه خوانی همراه محمد معتمدی - فرهنگسرای نیاوران[۲۸]
- تکنواز قطعه شیپور صلح در پروژه شیپور صلح، آهنگساز: علی قمصری، خواننده محمد معتمدی، ارکستر مجلسی تهران و گروه آوازی تهران به رهبری بردیا کیارس (با حمایت یونسکو و بنیاد رودکی)- مهر ۱۳۹۳ - سالن همایشهای برج میلاد، دی ۱۳۹۳ - تالار وحدت و اجرا در شیراز - جشنواره بین‌المللی موسیقی فجر[۲۹][۳۰][۳۱][۳۲][۳۳]
- کنسرت چون سنگ چون آتش، کنسرت تکنوازی سنتور و همراهی سازهای کوبه‌ای (بداهه نوازی و اجرای قطعاتی از پویا سرایی) به همراه پژمان حدادی - تالار رودکی[۳۴]
- کنسرت موج نو، تالار رودکی و تالار وحدت (رهبر ارکستر)، آهنگساز:علی قمصری، خواننده:محمد معتمدی، بهمن ۱۳۹۵[۳۵]

## آهنگسازی و تنظیم
برخی از فعالیت‌های آهنگسازی و تنظیم پویا سرایی به شرح زیر می‌باشد:
- آلبوم گاهی، سه گاهی با آواز محمد معتمدی - (آهنگسازی، تنظیم و نظارت ضبط)
- آلبوم این سر سودایی با پژمان حدادی (سنتور و تمبک)[۳۶]
- آلبوم آن – Moment متشکل از آثار بداهه نوازی[۳۷]
- از دیگر آثار او، آهنگسازی و اجرای چند کنسرتو برای سنتور و ارکستر سمفونیک است. اولین کنسرتینوی سرایی، با نام «دوبل کنسرتینو برای دو سنتور و ارکستر سمفونیک» توسط نشر «ایسترن وسترن میوزیک» ایالات متحده آمریکا به‌طور بین‌المللی در مارکت جهانی در اکتبر ۲۰۱۹ منتشر شد.[۳۸]
- بازآفرینی ربنای محمدرضا شجریان با سنتور و سازهای الکترونیک[۳۹]
- تک آهنگ وطنم ایران با صدای شهرام ناظری[۴۰]
- تک آهنگ در دردانه با صدای همایون شجریان[۴۱]
- تک آهنگ سرمستم با صدای همایون شجریان[۴۲]

## آلبوم‌ها و موسیقی‌های فیلم
| نام آلبوم     | خواننده       | نقش               | توضیحات                |
| ------------- | ------------- | ----------------- | ---------------------- |
| این سر سودایی | بی کلام       | نوازنده و آهنگساز | با همراهی پژمان حدادی  |
| بزرگداشت حافظ | صادق شیخ‌زاده  | آهنگساز           | انتشار در فرانسه       |
| چنین مست      | بیکلام        | آهنگساز           | با همکاری مصباح قمصری  |
| سریال وارش    | اشکان کمانگری | آهنگساز           | انتشار در عید فطر ۱۳۹۹ |
| گاهی سه گاهی  | محمد معتمدی   | آهنگساز           | انتشار در سال ۱۳۹۱     |

## جوایز
| نام رویداد           | عنوان جایزه                                 | نقش                   | نام قطعه |
| -------------------- | ------------------------------------------- | --------------------- | -------- |
| تندیس حافظ           | بهترین آهنگساز ایرانی و تلفیقی              | آهنگساز               | بغض      |
| گلوبال موزیک آواردز  | مدال نقره جشنوارهٔ «گلوبال میوزیک آواردز»    | آهنگساز و تنظیم کننده | بغض      |
| آکادمیا موزیک آواردز | برنده جایزه بزرگ در «آکادمیا میوزیک آواردز» | آهنگساز و تنظیم کننده | spite    |
| تندیس حافظ           | بهترین آهنگساز تلفیقی-ایرانی                | آهنگساز و تنظیم کننده | دردانه   |